# Fra Galgario
Giuseppe Ghislandi, successivamente Vittore Ghislandi, detto Fra Galgario (Bergamo, 4 marzo 1655 – Bergamo, dicembre 1743), è stato un pittore italiano.

## Biografia
Giuseppe Ghislandi nasce nel quartiere di Borgo San Lorenzo di Bergamo nel 1655, da Domenico, pittore di prospettive e panorami decorativi, e Flaminia Mansueti. 
La sua formazione avviene a Bergamo sotto Giacomo Cotta, incisore milanese, attivo in città come pittore di soggetti sacri, e sotto Bartolomeo Bianchini. Probabilmente a influenzarlo in questa prima fase oltre a Giovanni Battista Moroni, furono le opere di Carlo Ceresa e le nature morte di Evaristo Baschenis.
Nel 1675 entrò come frate laico nell'Ordine dei frati minimi nel convento di San Francesco da Paola a Venezia, assumendo il nome di Vittore. In città rimase fino al 1688, dedito allo studio delle opere di Tiziano e Paolo Veronese, a quest'anno è databile il Ritratto di Domenico Ghislandi
Rientrato a Bergamo si trasferisce intorno al 1690 ancora a Venezia come allievo e collaboratore di Sebastiano Bombelli entrando in contatto con l'opera dei ritrattisti Nicolò Cassana, il fiammingo Jan de Kerkchoven detto Giacomo da Castello e del ritrattista ceco Johann Kupezky. A questo periodo possono risalire il Ritratto di Bartolomeo Manganoni del 1695 circa, e conservato al Musée d'Art et d'Histoire di Narbona e il Ritratto di patrizio veneziano, degli ultimi anni del secolo XVII e in collezione privata.
Nel 1701 circa ritorna a Bergamo. Di questo periodo sono il Busto di Vitellio Imperatore, del 1702 all'Accademia Carrara di Bergamo, con il probabile pendant costituito dal Busto di un poeta laureato, conservato in collezione privata; il Ritratto del marchese Rota e del capitano Brinzago, databile tra il 1702 e il 1705; il Ritratto di gentiluomo, il Ritratto di gentiluomo e il Ritratto di gentiluomo in giacca rossa, questi ultimi tre databili al 1705 circa e in diverse collezioni private. In questo periodo si perfeziona sotto la guida di Salomon Adler, pittore di origine polacca attivo precedentemente a Milano come ritrattista.
Nella sua città natale iniziano le maggiori commesse da parte dell'aristocrazia locale, di queste fanno parte il Ritratto di gentiluomo di casa Finardi del 1710; il Ritratto di Clara Benaglio Finardi del 1710, entrambi in collezione privata; il Ritratto di gentildonna con ventaglio del 1710 circa; il Ritratto del conte Gerolamo Secco Suardo del 1711, conservato all'Accademia Carrara di Bergamo; il Ritratto di Gian Domenico Tassi, databile tra il 1710 e il 1715 della Collezione Koelliker; il Ritratto di gentiluomo di casa Secco Suardo realizzato tra il 1712 e il 1715, entrambi in diverse collezioni private e il Ritratto del conte Giovan Battista Vailetti, databile al 1720 circa, conservato alle Gallerie dell'Accademia di Venezia.
Nel 1717 si recò a Bologna: entrò in contatto con Giuseppe Maria Crespi, e fu nominato membro d'onore dell'Accademia Clementina. Tornato a Bergamo, l'artista creò ritratti definiti dai contemporanei capricciosi: i personaggi vestivano abiti inconsueti e orientaleggianti, a volte in pose arroganti.
Di questi anni sono il Ritratto del conte Giovan Battista Vailetti, conservato a Venezia, il Doppio ritratto del conte Giovanni Secco Suardo con il suo servo, conservato all'Accademia Carrara di Bergamo, e il Ritratto del dottor Bernardi bolognese, in collezione privata.
Secondo Francesco Maria Tassi dal 1732 "cominciò a dipignere col dito anulare tutte le carnagioni, la qual cosa continuò sino alla morte". L'artista preferì usare le dita a impastare il colore abbandonando l'uso del pennello, portandolo alla ricerca del colore puro preludendo la pittura dell'Ottocento. Con questa tecnica realizzò quelli che sono considerati i suoi capolavori.
Del 1732 circa sono l'Autoritratto dell'Accademia Carrara, e il Ritratto di giovane, conservato al Museo civico Amedeo Lia a La Spezia.
Tra il 1735 e il 1740 dipinse il Ritratto di Salomon Adler, in collezione privata a Bergamo.
Nel 1737 rifece, con la nuova tecnica, il volto del Ritratto di Francesco Maria Bruntino e i ritratti di Isabella Camozzi de' Gherardi, in collezione privata, il capolavoro Gentiluomo con tricorno al Museo Poldi Pezzoli, il Ritratto dell'avvocato Giacomo Bettami de' Bazini, il Ritratto di giovane pittore, entrambi all'Accademia Carrara di Bergamo e il Giovane con turbante, in collezione privata.
La sua attività di ritrattista che durò almeno mezzo secolo ha dato un volto ai personaggi e testimonianza alla moda del Settecento bergamasco.
Morì nel Convento del Galgario, di Bergamo, da qui il suo appellativo.

## Opere
Elenco di alcuni ritratti eseguiti dall'artista:
- Ritratto di Domenico Ghislandi olio su tela, 68 x 54 cm conservato in collezione privata a Roma,
- Ritratto di Bartolomeo Manganoni, olio su tela, 118 x 94 cm, 1695, Museo d'arte e della storia Norbona,
- Ritratto di patrizio veneziano olio su tela, 108 x 78 cm, collezione privata,
- Ritratto di gentiluomo in nero olio su tela, 140 x 90 cm, collezione privata,
- Busto di Vitellio imperatore, olio su tela, 71 x 57, 1702, Accademia Carrara, Bergamo,
- Ritratto di un poeta laureato, olio su tela, 70 x 54 cm, 1702, collezione privata,
- Ritratto del marchese Giuseppe Maria Rota e del capitano Antonio Brinzago da Lodi, olio su tela, 196 x 94 cm, 1702 - 1705, collezione privata,
- Ritratto del conte Antonio Maria Roncalli olio su tela, 98 x 74, 1705 collezione privata,
- Ritratto di gentiluomo in giacca rossa olio su tela, 98x 74 cm collezione privata, Bergamo,
- Ritratto di Salomon Adler, olio su tela, 72 x 48 cm, 1735-1749, collezione privata, Bergamo,
- Ritratto di gentiluomo di casa Finardi, olio su tela, 98 x 73 cm, collezione privata,
- Ritratto di Gerolamo Secco Suardi, olio su tela, 212 x 114 cm,1711, Accademia Carrara,
- Ritratto di Gian Domenico Tassi, olio su tela, 130 x 111, 1710-1715, collezione Koelliker,
- Ritratto di gentildonna con ventaglio, olio su tela, 143 x 107 cm, collezione privata, Bergamo,
- Ritratto di gentiluomo Secco Suardi, olio su tela, 100 x 173 cm,  1712-1715 collezione privata,
- Ritratto del conto Giovanni Battista Vailetti, olio su tela, 226 x 117 cm, 1720, Gallerie dell'accademia, Venezia,
- Ritratto del conte Andrea Asperti col figlio, olio su tela , 130 x 103 cm, 1705-1710, collezione privata
- Ritratto di giovane pittore, olio su tela 100 x 75,5 cm, 1715, Colonia,
- Autoritratto, olio su tela, 73 x 58 cm, Accademia Carrara, 1732,
- Ritratto di gentiluomo in costume orientale, olio su tela, 140 x 102 cm, 1725, collezione privata
- Ritratto di Giovanni Secco Suardo con servo, olio su tela, 1720-1727, 125 x 111 cm, Accademia Carrara,
- Ritratto di gentiluomo in costume orientale, olio su tela, 1725, 140 102 cm, collezione privata,
- Ritratto di giovane collezionista, olio su tela, 107 x 89 cm, 1730, collezione privata,
- Ritratto fi gentiluomo in costume dalmata olio su tela, 100 x 72 cm, 1730, collezione privata,
- Ritratto del dottor Bernardi, olio su tela, 74 x 61 cm, 1727, collezione privata,
- Ragazzo col cappello piumato, olio su tela, 112 x 89 cm, 1720, Museo Poldi Pezzoli, Milano,
- Ritratto di Elisabetta Piavani Ghidotti, olio su tela, 146 x 110, 1725 circa, Accademia Carrara, Bergamo,
- Ritratto del conte Filippo Marenzi, olio su tela, 117 x 91 cm, 1730 Accademia Carrara, Bergamo,
- Ritratto di giovane scultore, olio su tela, 75 x 57 cm, collezione privata,
- Ritratto di giovanetto artista olio su tela, 95 x 72 cm, collezione privata,
- Ritratto di giovane pittore, olio su tela, 76 x 65 cm, Accademia Carrara,
- Ritratto di giovinetto con tricorno, olio su tela 70 x 56 cm, 1725, collezione privata,
- Ritratto di Laura Camilla Secco Suardi in abiti maschili, olio su tela, 72 x 57 cm,1729-1722, collezione privata,
- Ritratto dell'avvocato Giacomo Bettami de' Barzini, olio su tela, 145 x 108 cm, Accademia Carrara, Bergamo,
- Ritratto di giovane prete olio su tela, 129 x 103 cm, 1725 collezione privata,
- Ritratto del conte Flaminio Tassi olio su tela, 127 x 98 cm, 1725, Pinacoteca di Brera
- Ritratto di Bartolomeo Secco Suardi in armi, olio su tela, 150 x 112 cm, 1720-1722, collezione privata,
- Ritratto di ragazzo, olio su tela, Ermitage,
- Ritratto di Isabella Camozzi de' Gherardi, olio su tela, 82 x 62 cm, 1735-1740, collezione privata,
- Ritratto di domenicano, olio su tela, 91 x 72 cm, 1735, musei civici e galleria di Storia dell'arte, Udine,
- Ritratto di Giovan Battista Pecorari degli Ambiveri, olio su tela, 85x 74 cm, 1738, collezione privata,
- Ritratto di Francesco Maria Bruntino, olio su tela, 93 x 81 cm, 1737, Accademia Carrara,
- Ritratto di Bertrama Daina de' Valsecchi, olio su tela, 94 x 73 cm, Accademia Carrara,
- Ritratto di cavaliere dell'ordine costantiniano, olio su tela, 109.5 x 89 cm. Museo Poldi Pezzoli, Milano,
- Ritratto di pittore, olio su tela, 116 x 84 cm, 1730 collezione privata,
- Ritratto di Carlo Tinti, olio su tela, 97 x 74 cm, 1739-1735, Fondazione Molinari Pradelli, Marano di Castenaso,
- Ritratto di gentildonna con servo moro, olio su tela, 223 x 137 cm, 1739.1735, collezione Koelliker,
- Ritratto dello scultore Andrea Fantoni, olio su tela, 60 x 47 cm, collezione privata,
- Autoritratto, olio su tela, 51 x 41 cm, 1715, collezione privata,
- Giovane con bicchiere di vino e matura morta con pane e cipolla, 76 x 63,5 cm, collezione privata,
- Ritratto del maresciallo Matthias von deer Schlenburg, olio su tela, 114 x 87 cm, collezione privata,
- Giovane con turbante, olio su tela, 51 x 38 cm, collezione privata,

## Galleria d'immagini

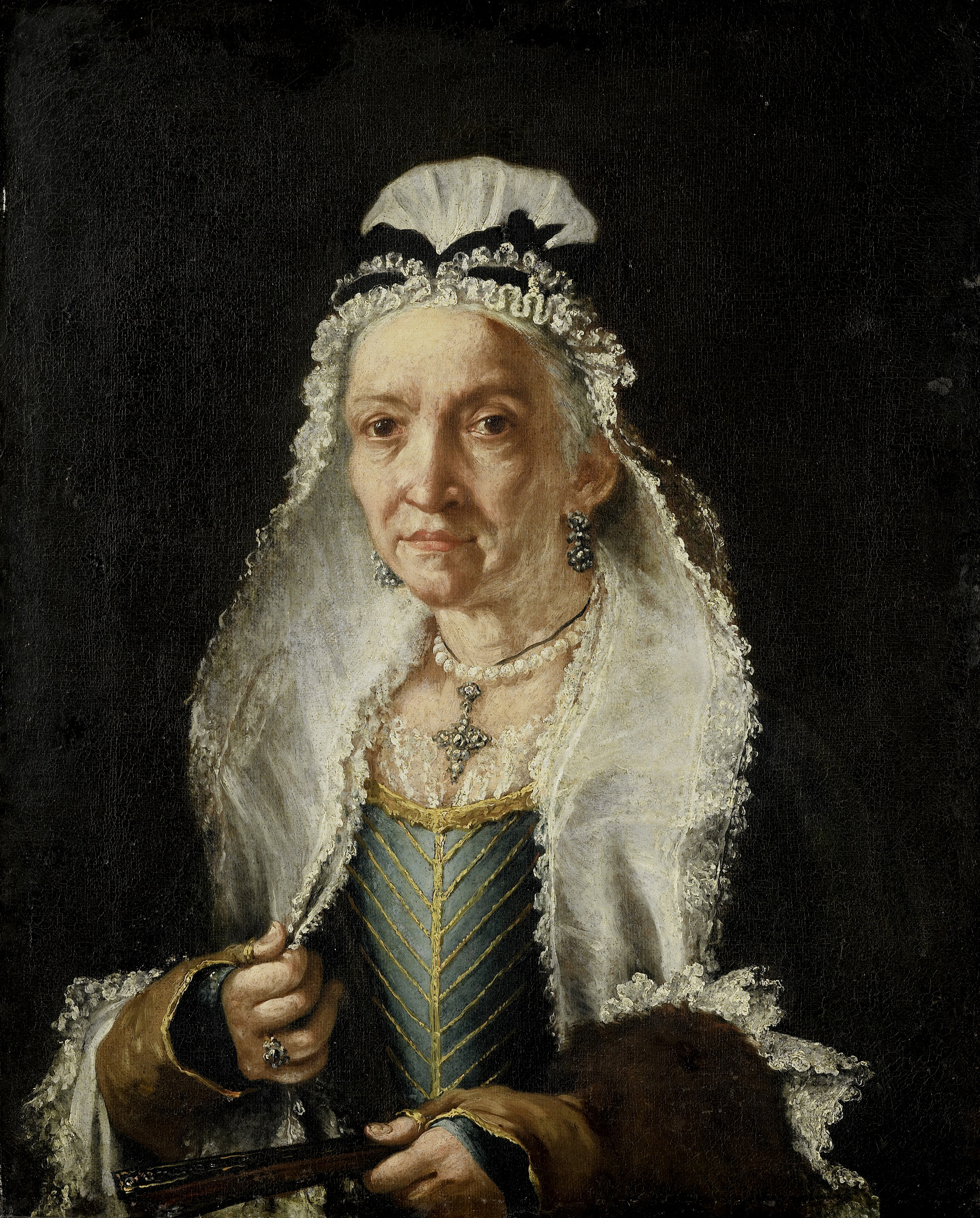
Ritratto di donna anziana Museo Statale di Amsterdam
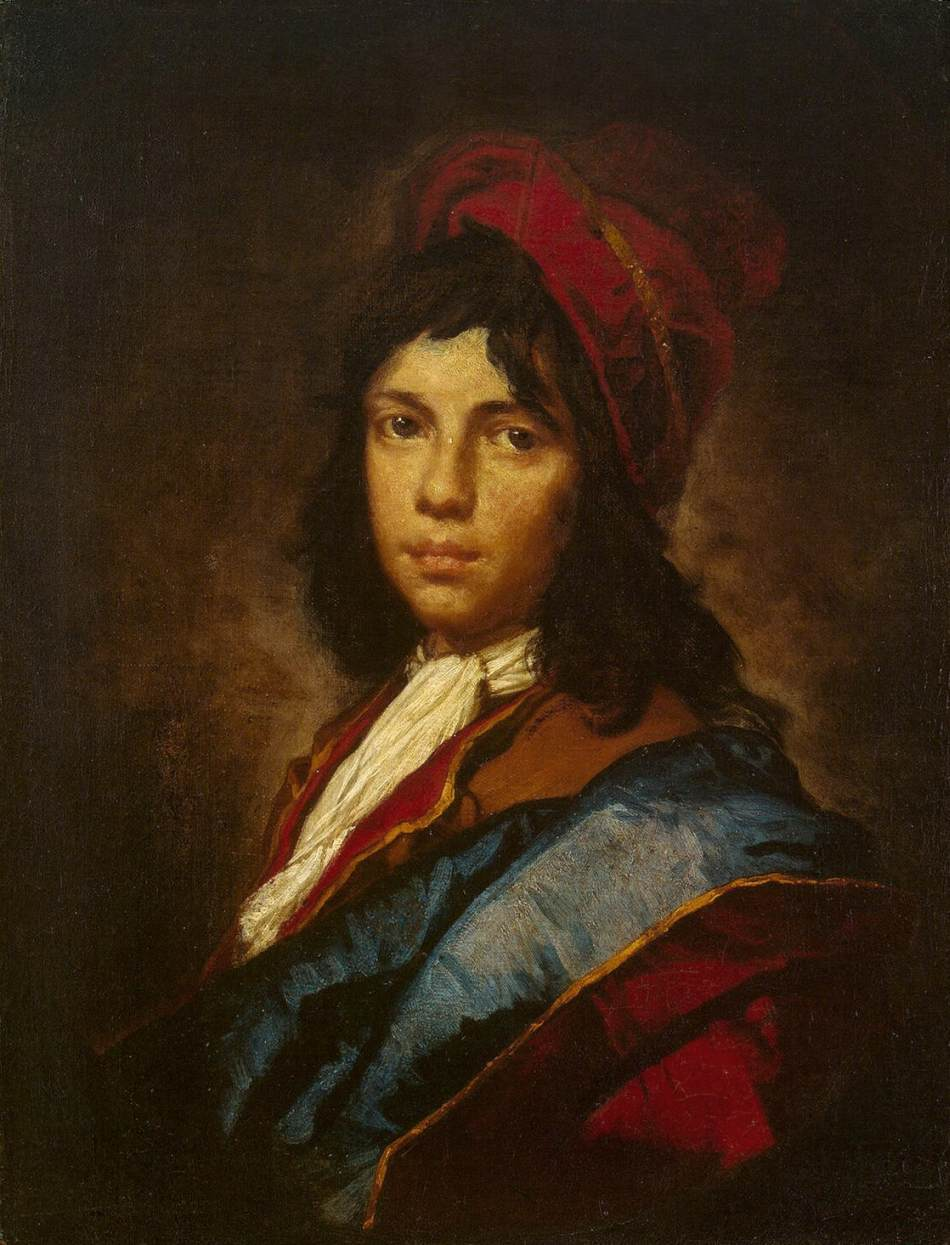
Ritratto di ragazzo Museo statale Ermitage
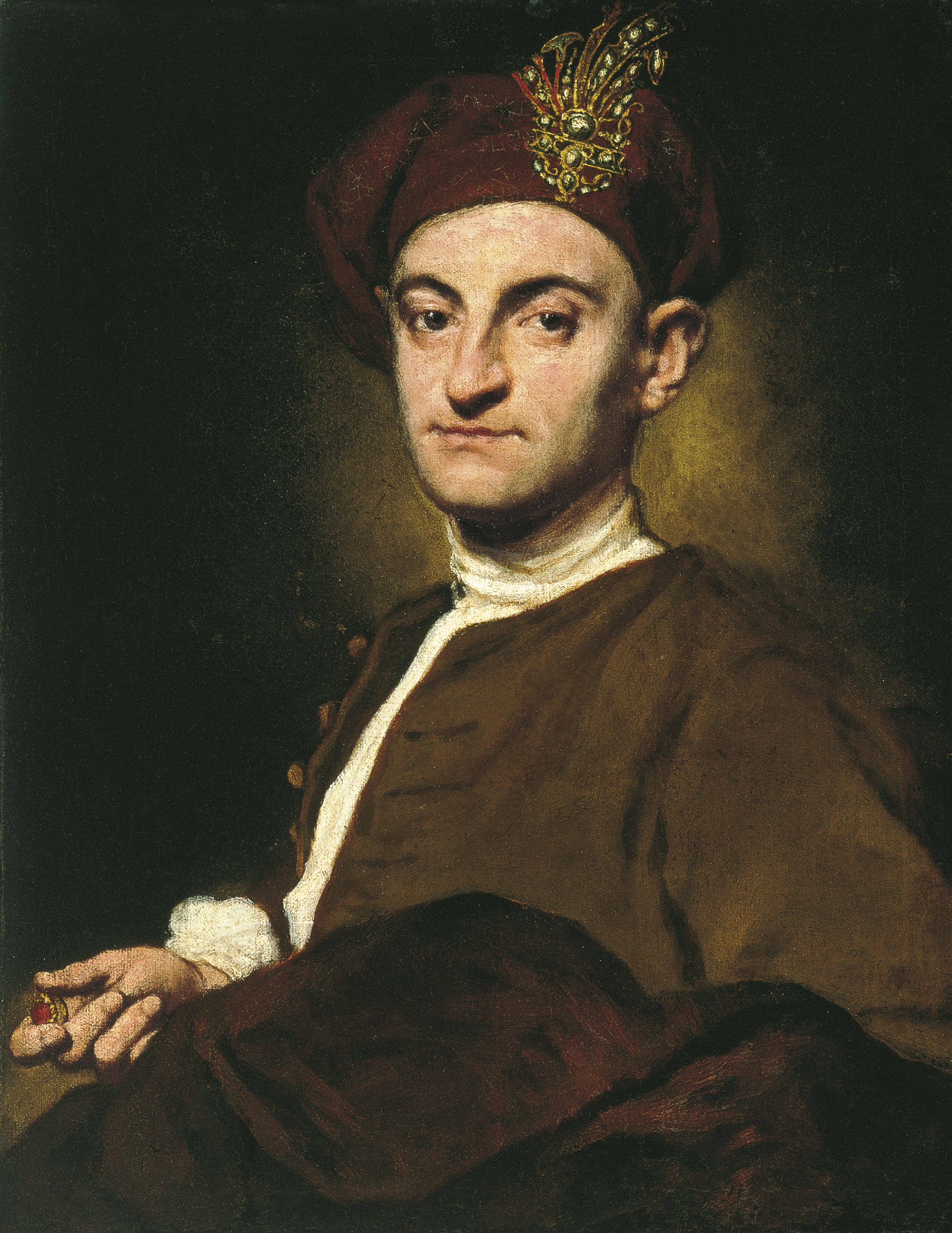
Ritratto di un orafo Museo Thyssen-Bornemisza
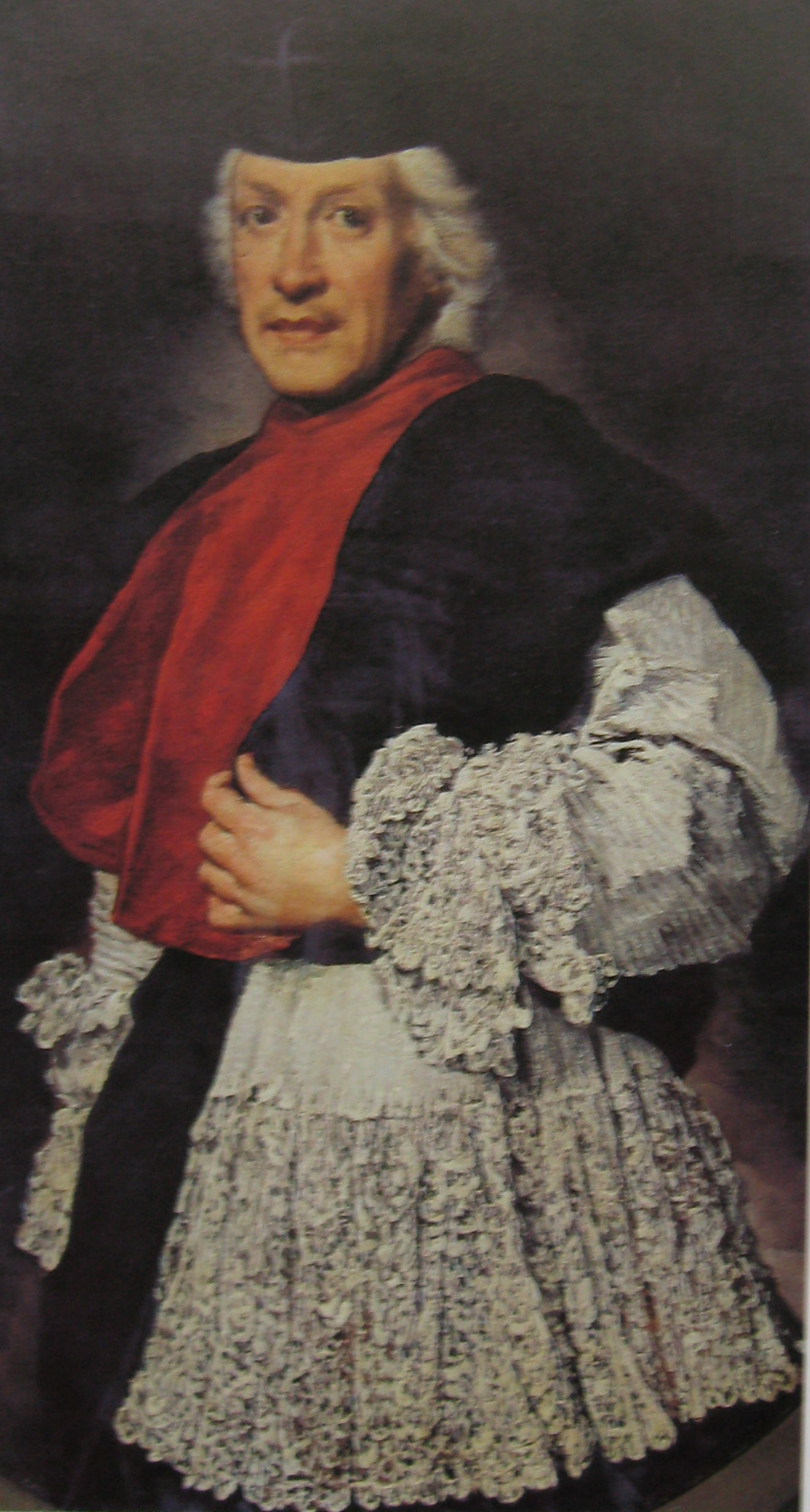
Ritratto di giovane sacerdote Massimo Listri (Chantilly)
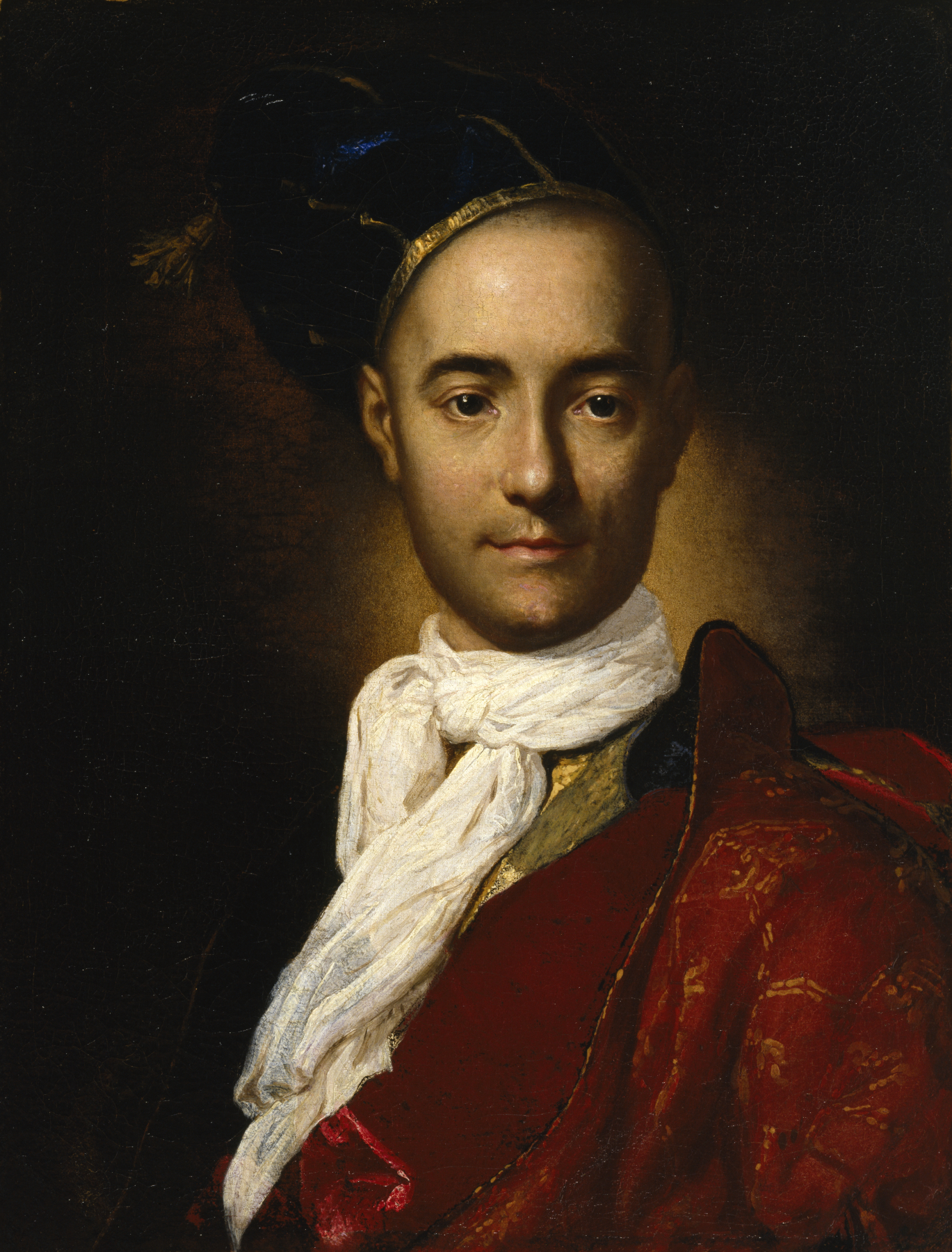
Ritratto di giovane nobile Walters Art Museum
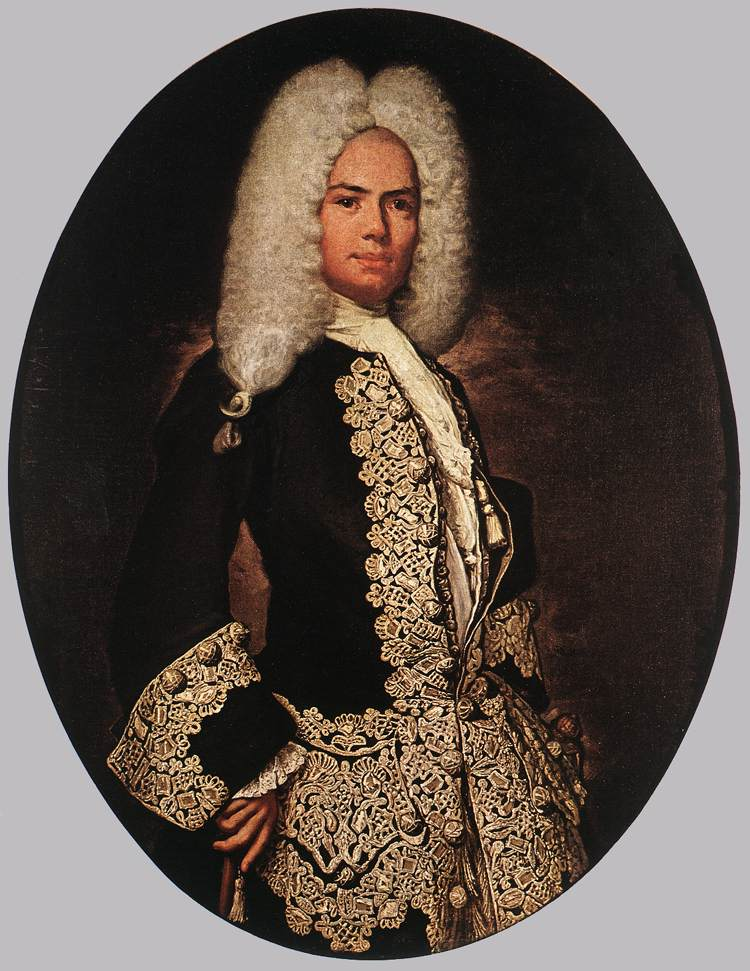
Ritratto di gentiluomo Pinacoteca di Brera, Milano
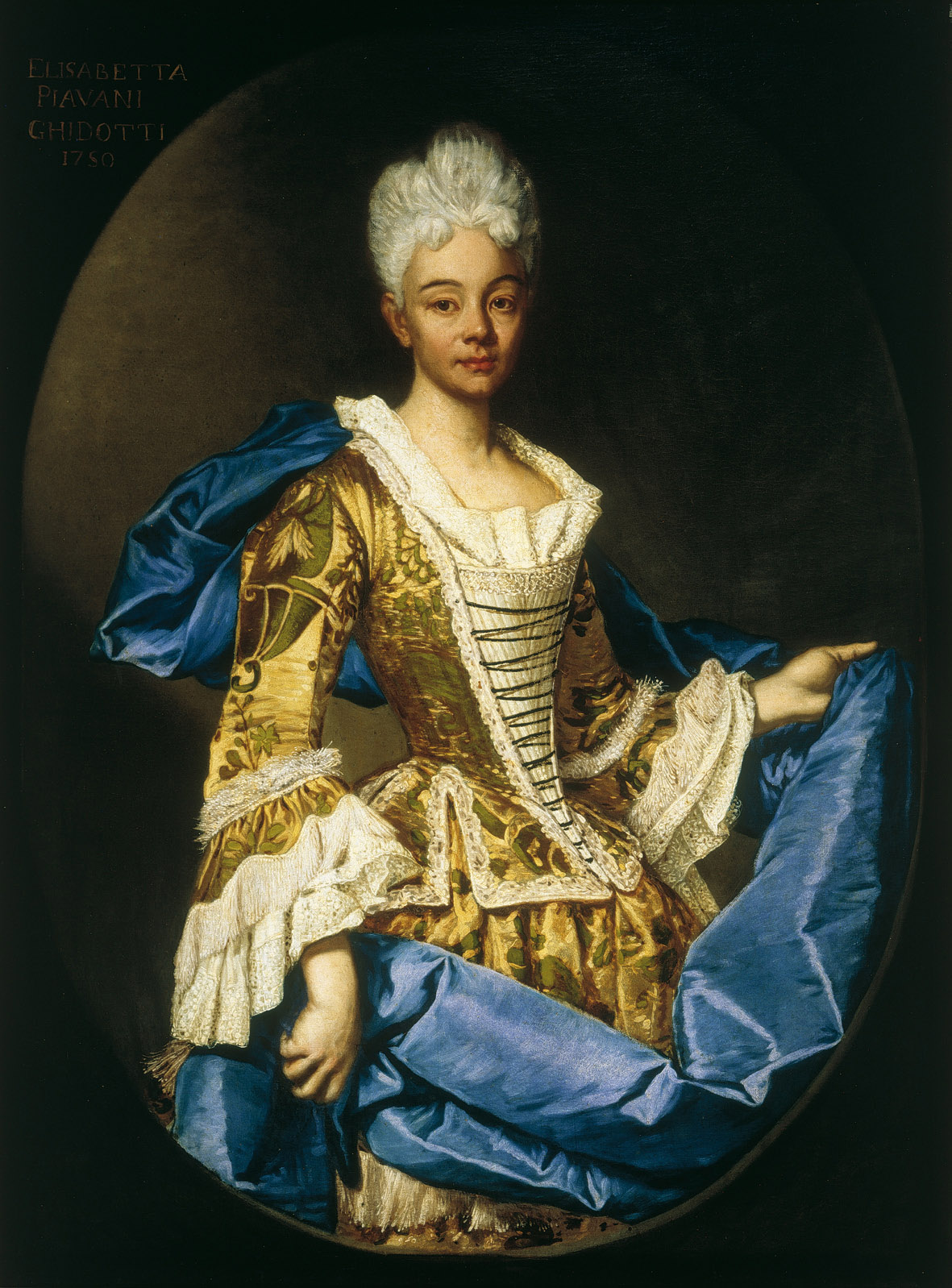
Ritratto di Elisabetta Piavani Ghidotti Accademia Carrara, Bergamo
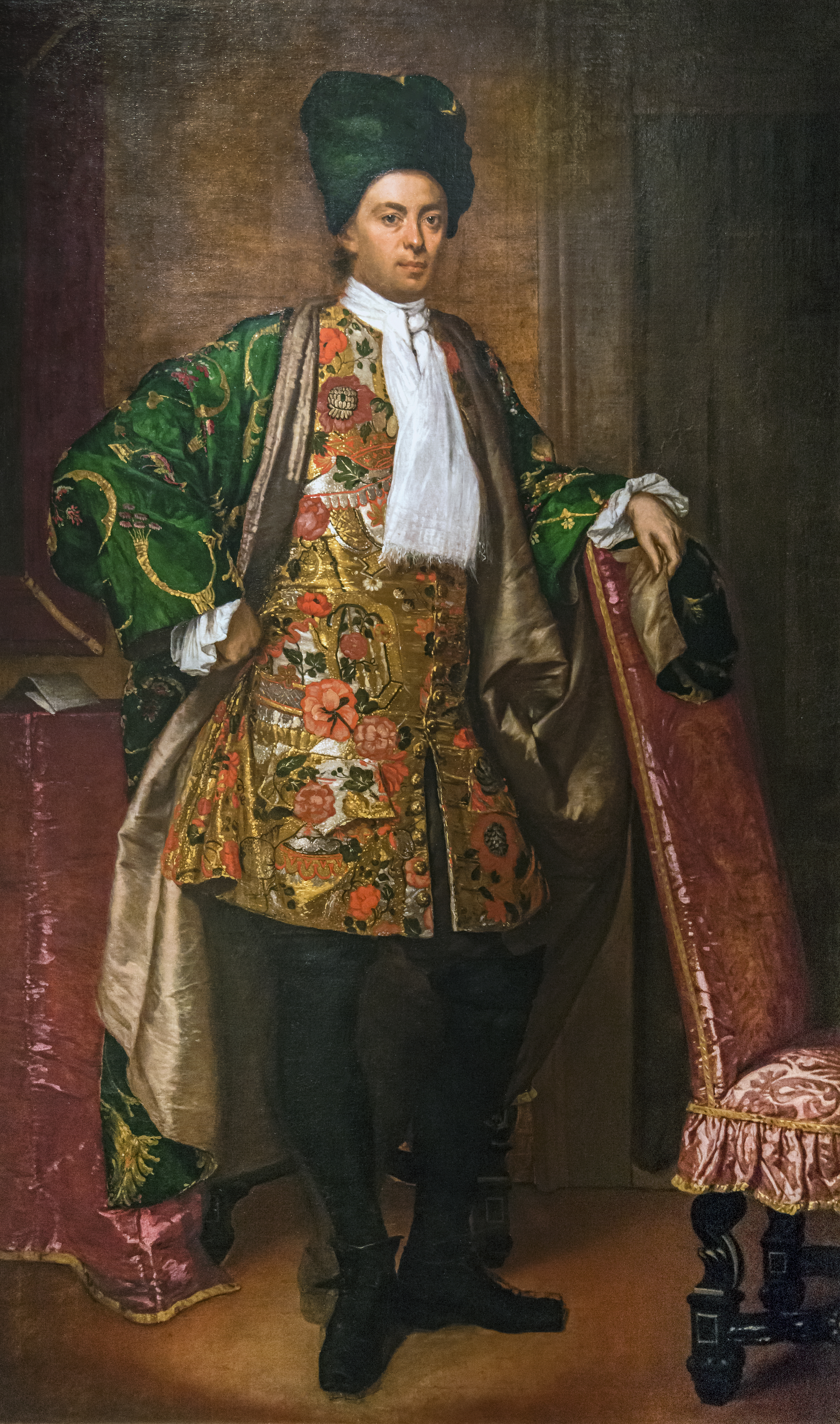
Ritratto del conte Giovanni Battista Vailetti Gallerie dell'Accademia, Venezia
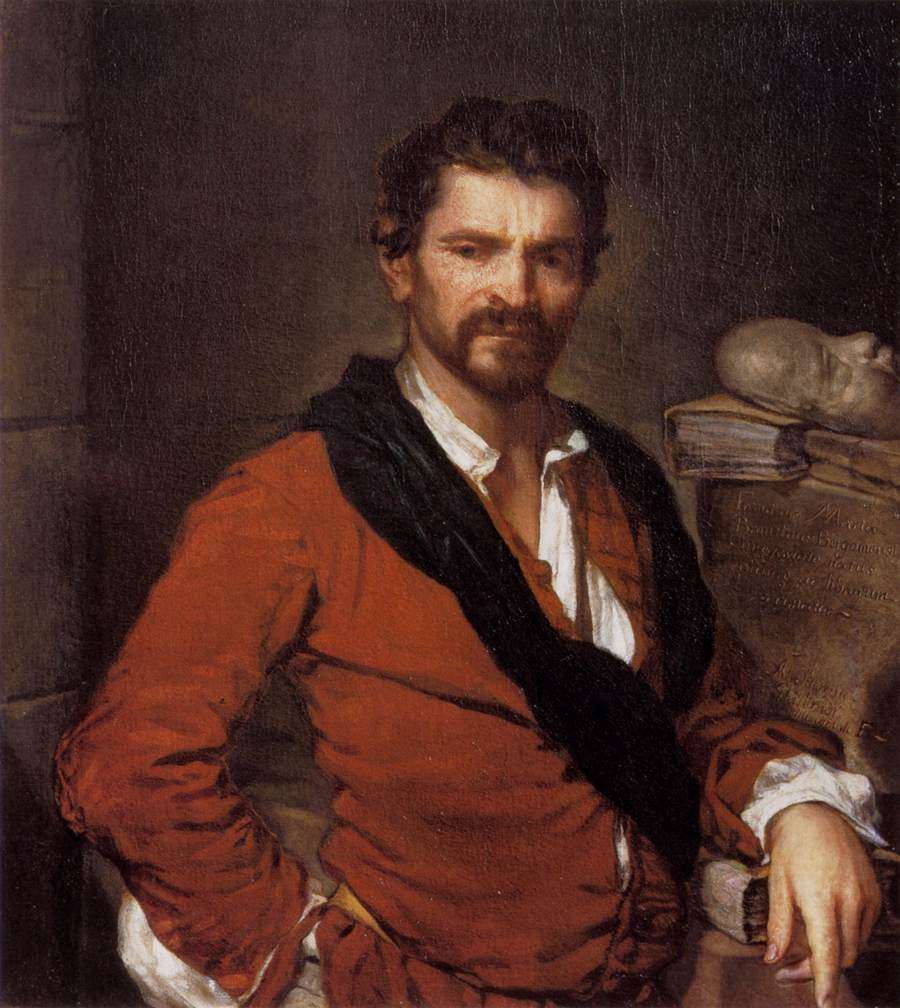
Ritratto di Francesco Maria Bruntino Accademia Carrara, Bergamo
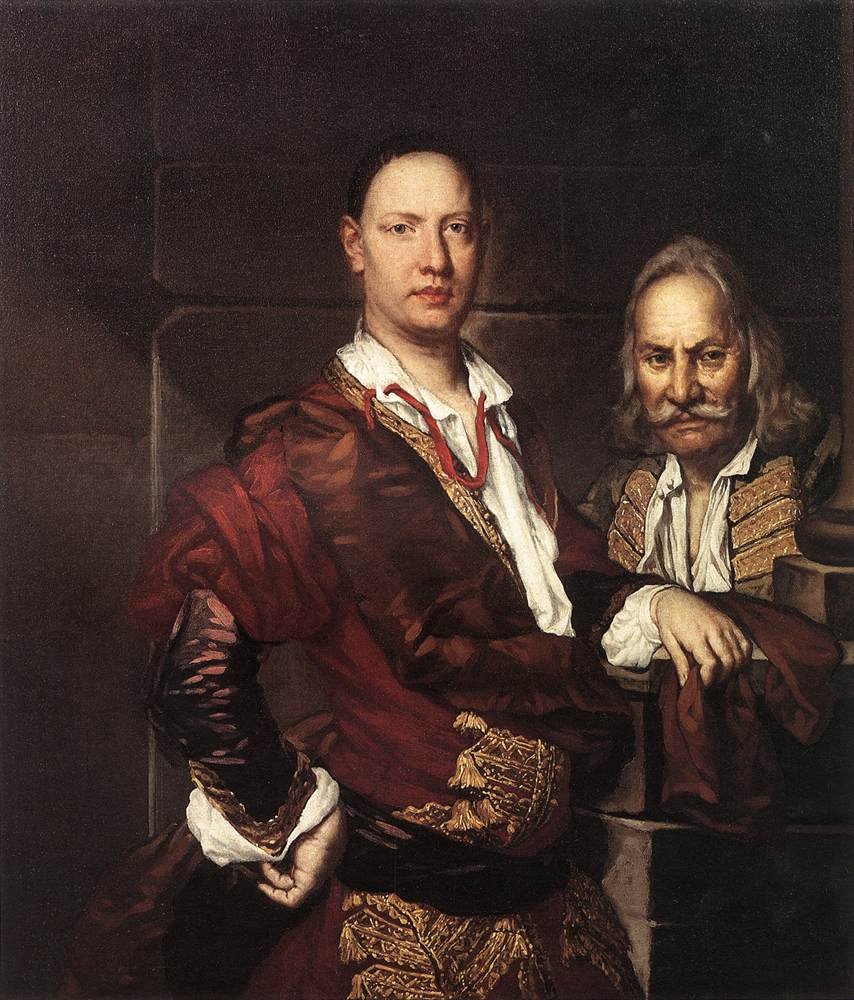
Ritratto di Giovanni Secco Suardo e del suo servo Accademia Carrara, Bergamo